# Frederick Hudson (fotograf)

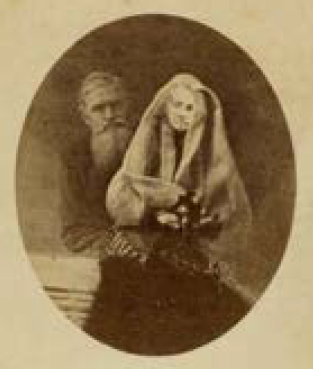
Spirituální fotografie: Alfred Russel Wallace se svou matkou

Frederick Augustus Hudson (* asi 1812–1889) byl britský spirituální fotograf, který působil v 70. letech 19. století.  

## Životopis
Hudson založil své vlastní studio v Londýně a spolupracoval s médiem Georgianou Houghtonovou. Je považován za prvního spirituálního fotografa v Británii.
Podle Josepha McCabea byly Hudsonovy fotografie odhaleny jako podvodné v roce 1872 jeho spiritualistickým kolegou Williamem Henrym Harrisonem.  Hudson byl také odhalen jiným vyšetřovatelem. Psychologický badatel Simeon Edmunds napsal, že „John Beattie, významný profesionální fotograf, přesvědčivě prokázal, že jeho duchové byly zfalšovány jednoduchým procesem dvojité expozice.“ 
V roce 1874 navštívil Hudsona Alfred Russel Wallace a vznikla jeho fotografie s jeho zesnulou matkou. Wallace prohlásil fotografii za pravou a prohlásil: „Nevidím žádný únik ze závěru, že nějaká duchovní bytost, obeznámená s různými aspekty mé matky během života, vytvořila tyto rozpoznatelné dojmy na snímku.“

## Podvod
Historik magie Milbourne Christopher napsal:
Hudson představil spirituální fotografii v Británii v roce 1872. V průběhu let své metody měnil. Ačkoli byl často přistižen při klamání, nikdy nebyl zatčen. Hudson svého času používal trikovou kameru, kterou vyrobil řemeslník, který prodával kouzelnické přístroje. Harry Price popsal, jak kamera fungovala, ve své knize Confessions of a Ghost-Hunter, která vyšla v Londýně v roce 1936. Když bylo vloženo podložní sklíčko, tak se zároveň s ním přenesl papírový pozitiv "ducha" na citlivou desku. Když byla stisknuta spoušt, tento obrázek a obrázek sedícího byly zachyceny na desce společně. Jediná expozice na této desce tedy přinesla oba obrazy. 
Hudson byl známý tím, že se oblékal jako duchové nebo k výrobě svých spirituálních fotografií používal dvojitou expozici. Skeptický vyšetřovatel Joe Nickell poznamenal, že Hudsonovy fotografie byly podvodné. V mnoha případech byla osoba sedící na fotografiích umístěna nízko, aby umožňovala prostor pro „duchy“, které již Hudson umístil předem. 

## Galerie

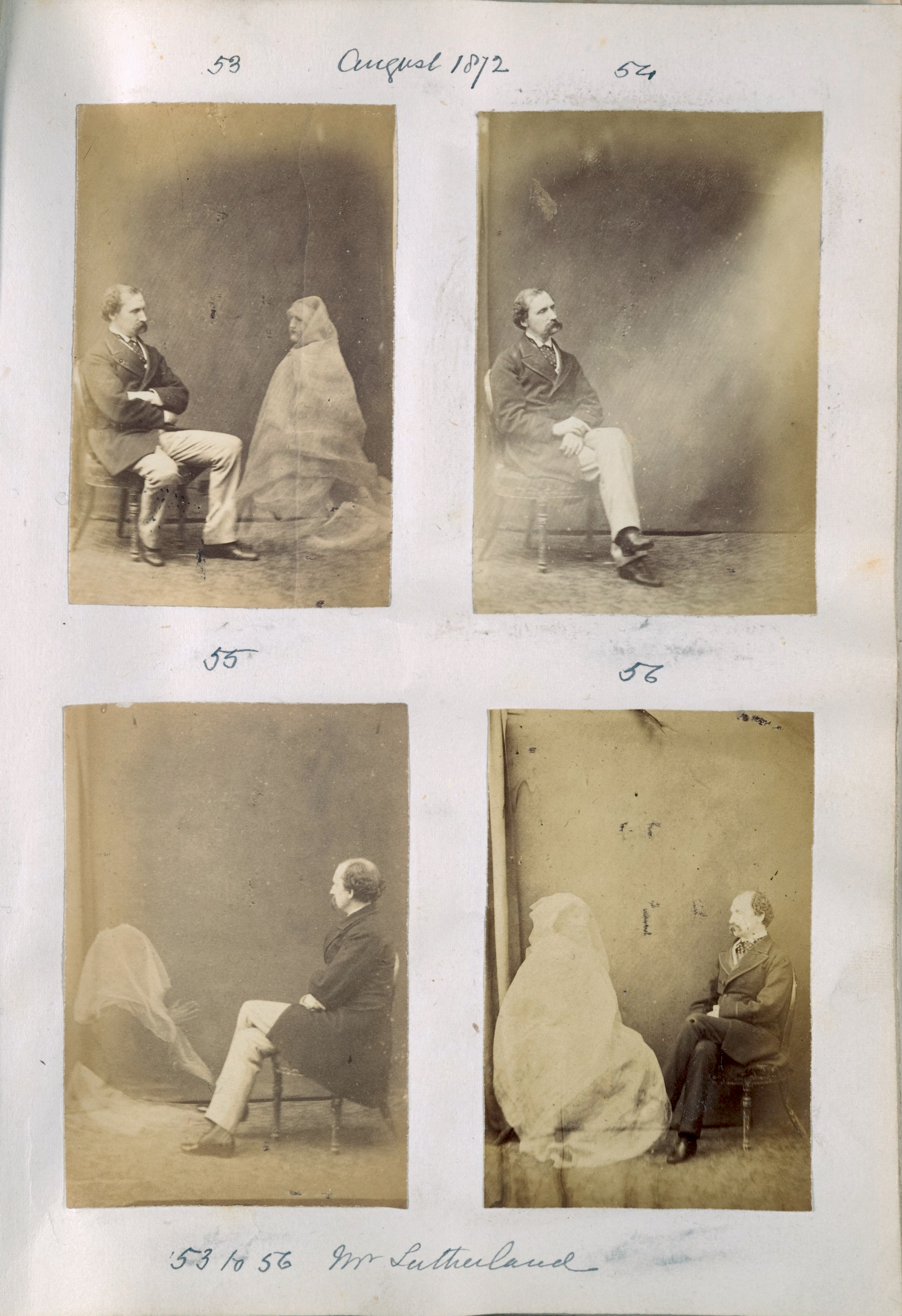
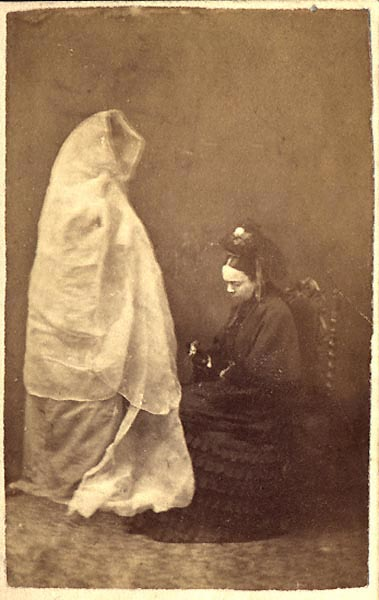
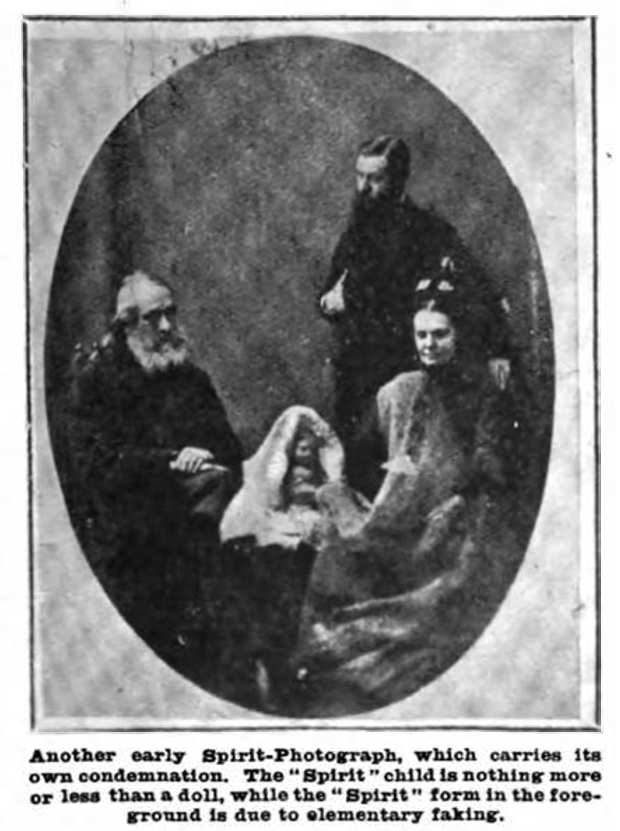